# Kagami Ura
Kagami Ura (japanisch かがみ浦 ‚Spiegelbucht‘) ist eine Bucht an der Kronprinz-Olav-Küste des ostantarktischen Königin-Maud-Lands. Sie liegt westlich des Shinnan-Gletschers und der Shinnan Rocks.
Japanische Wissenschaftler fertigten 1962 Luftaufnahmen an und nahmen 1974 Vermessungen vor. Sie benannten sie 1977 deskriptiv.